# Бахрейнско-катарские отношения
Бахрейнско-катарские отношения — двусторонние дипломатические отношения между Бахрейном и Катаром. 

## История
В 1971 году были установлены дипломатические отношения между странами. Начиная с XIX века между странами имеются нерешённые территориальные споры, начавшиеся из-за того, что Аль Тани основали отдельный от Бахрейна эмират Катар. В XX веке страны стали оспаривать суверенитет над Хаварскими островами, ближайший из которых находится менее чем в 2 км от западного побережья Катара. В 1939 году страны были ещё зависимы от Великобритании, когда Лондон принял решение, что острова принадлежат Бахрейну. Однако Катар не признал это решение и периодически поднимает этот вопрос. В 1978, 1982 и 1986 годах между странами произошли пограничные инциденты, связанные с этим территориальным спором, но каждый раз они были решены при посредничестве других государств Аравийского полуострова. С апреля по июнь 1986 года длился самый серьёзный кризис, когда катарские вооружённые силы пересекли границу Бахрейна и захватили в плен иностранных рабочих, строивших фортификационные сооружения на спорных островах. Последствия этого вторжения ощущались в отношениях между странами и в 1990-е годы. 
В 2001 году Международный суд ООН решил пограничный спор в пользу Бахрейна. В январе 2011 года страны планировали построить «мост Дружбы» длиной в 40 км, который связал бы эти страны автомобильным сообщением. Однако старые пограничные споры мешают реализации этого амбициозного проекта. 5 марта 2014 года Бахрейн отозвал посла из Катара в знак несогласия с политикой этого государства. 16 ноября 2014 года посол Бахрейна вернулся в Катар. 5 июня 2017 года Бахрейн разорвал дипломатические отношения с Катаром. 31 мая Бахрейн подписал договор о восстановлении дипломатических отношений и восстановлении прямого воздушного авиасообщения.